# Encyoposis hemistigma
Encyoposis hemistigma is een insect uit de familie van de vlinderhaften (Ascalaphidae), die tot de orde netvleugeligen (Neuroptera) behoort. 
Encyoposis hemistigma is voor het eerst wetenschappelijk beschreven door Van der Weele in 1909.